# 喬爾努紹維奇
49°48′54″N 24°20′22″E / 49.81500°N 24.33944°E
喬爾努紹維奇（烏克蘭語：Чорнушовичі），是烏克蘭西部的村莊，隸屬利維夫州的利維夫區。該村面積2.15平方公里，海拔高度252米，2024年人口603，人口密度每平方公里301.96人。